# Rhombicosaèdre
En géométrie, le rhombicosaèdre est un polyèdre uniforme non-convexe, indexé sous le nom U56.
Il partage son arrangement de sommets et d'arêtes avec le rhombidodécadodécaèdre et l'icosidodécadodécaèdre.